# Pichincha (Ecuador)
Pichincha è una parrocchia urbana dell'Ecuador, capoluogo dell'omonimo cantone, nella provincia di Manabí.